# It's OK (Cee Lo Green)
It's OK è il secondo singolo di Cee Lo Green ad essere estratto dal suo terzo album, The Lady Killer. Il brano è stato prodotto dal team produttivo ELEMENT, ed è stato scritto da Cee-Lo Green, ELEMENT e Noel Fisher. Il singolo è stato pubblicato il 27 dicembre 2010 ed ha raggiunto la ventesima posizione della Official Singles Chart.
Il video musicale del brano è stato presentato sul canale YouTube ufficiale di Cee-Lo Green il 2 dicembre 2010, e figura la partecipazione della cantante Solange Knowles, sorella di Beyoncé.

## Tracce
Digital Download
1. It's OK (Explicit) - 3:46
2. It's OK (Paul Epworth Version) - 3:31
3. It's OK (Michael Gray Remix) - 7:06
4. Bridges - 4:07
5. Radioactive (BBC Live Version) - 3:24

UK CD Single
1. It's OK (Radio Edit) - 3:14
2. It's OK (Main Version) - 3:46

European Maxi Single
1. It's OK (Explicit) - 3:46
2. It's OK (Paul Epworth Version) - 3:31
3. It's OK (Michael Gray Remix) - 7:06
4. Bridges - 4:07
5. Radioactive (BBC Live Version) - 3:24
6. It's OK (Video) - 3:50

## Classifiche
| Classifica (2011)                  | Posizione più alta |
| ---------------------------------- | ------------------ |
| Belgio (Fiandre)                   | 4                  |
| Belgio (Vallonia)                  | 11                 |
| Danimarca                          | 94                 |
| Irlanda                            | 31                 |
| Regno Unito                        | 20                 |
| US Billboard Hot R&B/Hip-Hop Songs | 6                  |
| Scozia                             | 19                 |